# Station Purmerend
Station Purmerend is een station bij het centrum van de Noord-Hollandse stad Purmerend. Het station opende tegelijk met de opening van de spoorlijn Zaandam – Hoorn, in 1884.

## Geschiedenis
Het eerste stationsgebouw, gebouwd in 1883, is gesloopt in 1957. Oude en moeilijk te onderhouden gebouwen werden vervangen door meer zakelijke en kleinere, vaak eenlaagse gebouwen. Zo ook in Purmerend. Het gebouw stak simpel in elkaar, de belangrijkste drie afdelingen, plaatskaartenkantoor, wachtruimte en de bagageafdeling waren met elkaar verbonden, zakelijkheid ging voor.

### Ongeval in 1905
Op 5 september 1905 ontspoorde de trein uit Amsterdam die om 10.59 uur moest aankomen op een wissel 500 meter voor het station. Daarna botste hij tegen een stilstaande lege veetrein. Hierbij kwam één passagier om het leven. De machinist, twee conducteurs en twee passagiers raakten gewond.

## Huidig stationsgebouw
Het huidige station is ontworpen door architect K.F.G. Spruit. Dit was exceptioneel, de Spoorwegen vroegen zelden een architect van 'buitenaf'. Deze architect ontwierp een standaardstation dat in de jaren zestig en zeventig bij een tiental stations is toegepast, en bleek van grote invloed op Ir. Cees Douma.
Het in 1958 gebouwde station heeft tot 1 februari 2008 een kleine functie als loket gehad, de laatste jaren echter enkel op doordeweekse dagen van zeven tot elf uur in de ochtend. Daarna is in het gebouw een Chinees restaurant gevestigd.

## Treinen
De stad Purmerend heeft in de dienstregeling 2025 vanaf Purmerend verbindingen met Zaandam, Amsterdam Sloterdijk en Schiphol enerzijds en met Hoorn anderzijds. Van december 2008 tot en met 8 januari 2023 was het niet mogelijk om rechtstreeks naar Amsterdam Centraal te reizen, daarvoor kon men overstappen in Zaandam. Een rechtstreekse verbinding van/naar Amsterdam Centraal keerde per 9 januari 2023 weer terug, echter alleen van maandag tot en met donderdag tijdens de spitsuren.
De volgende treinseries stoppen op station Purmerend:
| Serie | Treinsoort     | Route                                                                            | Bijzonderheden                                                                              |
| ----- | -------------- | -------------------------------------------------------------------------------- | ------------------------------------------------------------------------------------------- |
| 3700  | Intercity (NS) | Amsterdam Centraal – Purmerend – Hoorn – Enkhuizen                               | Stopt niet in Zaandam. Rijdt alleen in de spits in de spitsrichting, rijdt niet op vrijdag. |
| 4100  | Sprinter (NS)  | Hoofddorp – Schiphol Airport – Zaandam – Purmerend – Hoorn – Hoorn Kersenboogerd |                                                                                             |

## Bussen
Vanaf het Beatrixplein voor het station vertrekken een streekbus en een buurtbus van EBS in opdracht van de Vervoerregio Amsterdam. Purmerend valt onder het concessiegebied Zaanstreek-Waterland. De volgende buslijnen doen station Purmerend per 10 december 2023 aan:
| Lijn | Route |
| ---- | --- |
| 110  | Purmerend Tramplein - station Purmerend - Edam Busstation - Volendam - Katwoude - Monnickendam - Broek in Waterland - Schouw - Amsterdam Noord |
| 416  | Purmerend Dijklander Ziekenhuis - Zuidoostbeemster - Beemster - Middenbeemster - Westbeemster - De Rijp                                        |

## Ontwikkeling aantal reizigers
Het aantal door NS vervoerde reizigers (per gemiddelde werkdag) ontwikkelde zich sedert 2019 als volgt:
| Jaar | Aantal reizigers |
| ---- | ---------------- |
| 2019 | 2.378            |
| 2020 | 1.213            |
| 2021 | 1.278            |
| 2022 | 1.671            |
| 2023 | 2.014            |
| 2024 | 2.138            |

## Afbeeldingen

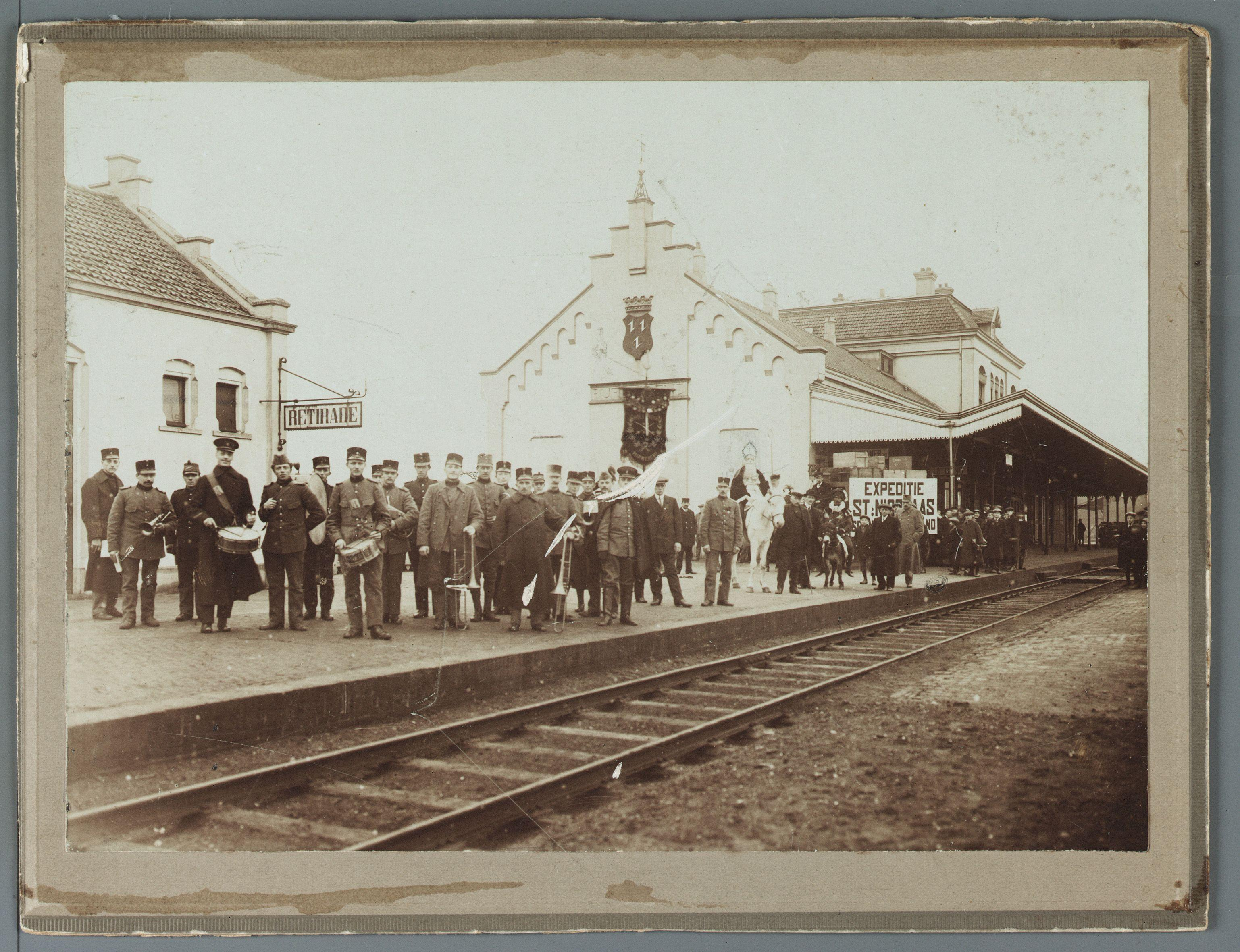
Station Purmerend in 1885 tijdens de ontvangst van Sinterklaas
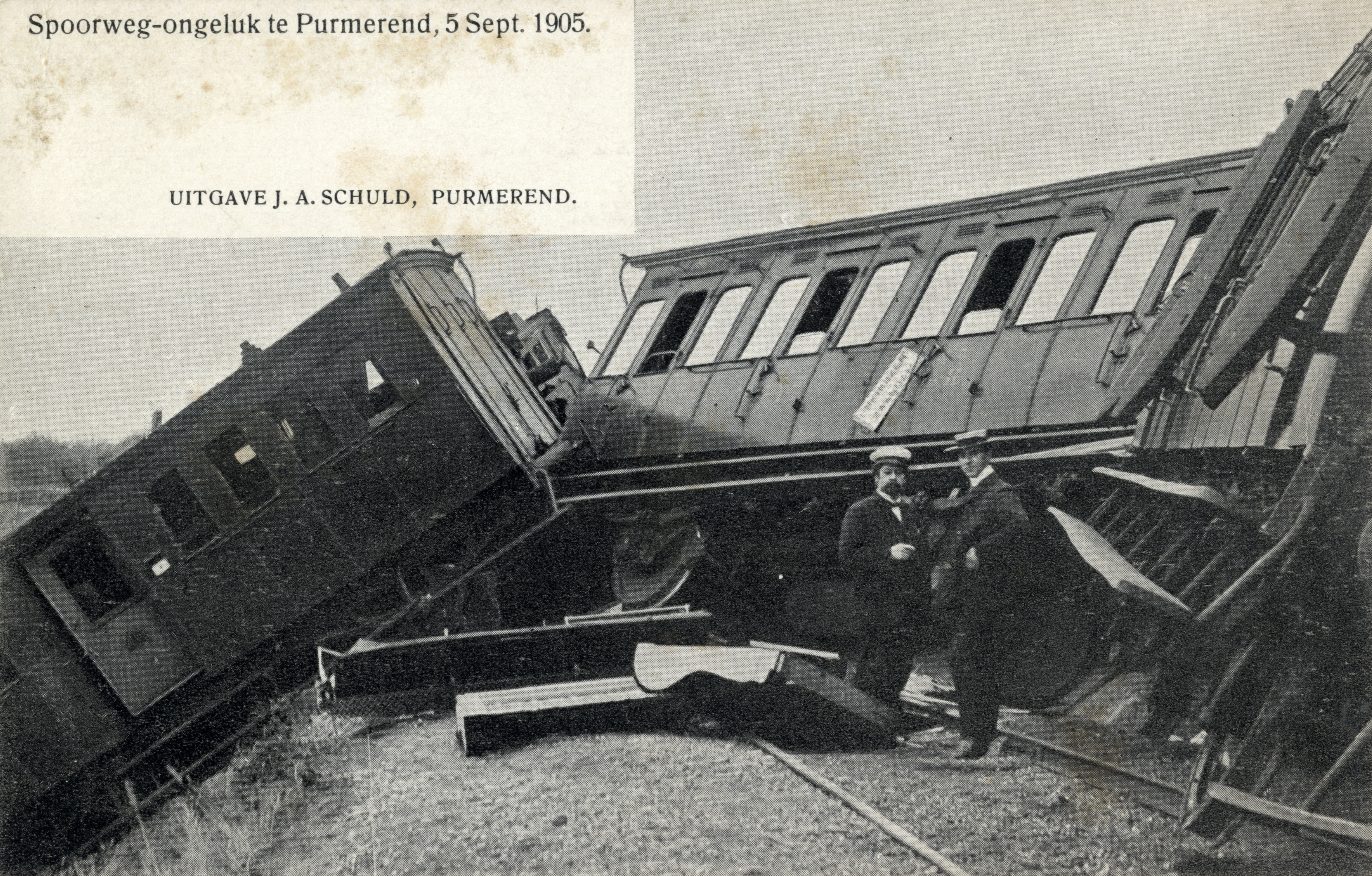
Het ongeval in 1905
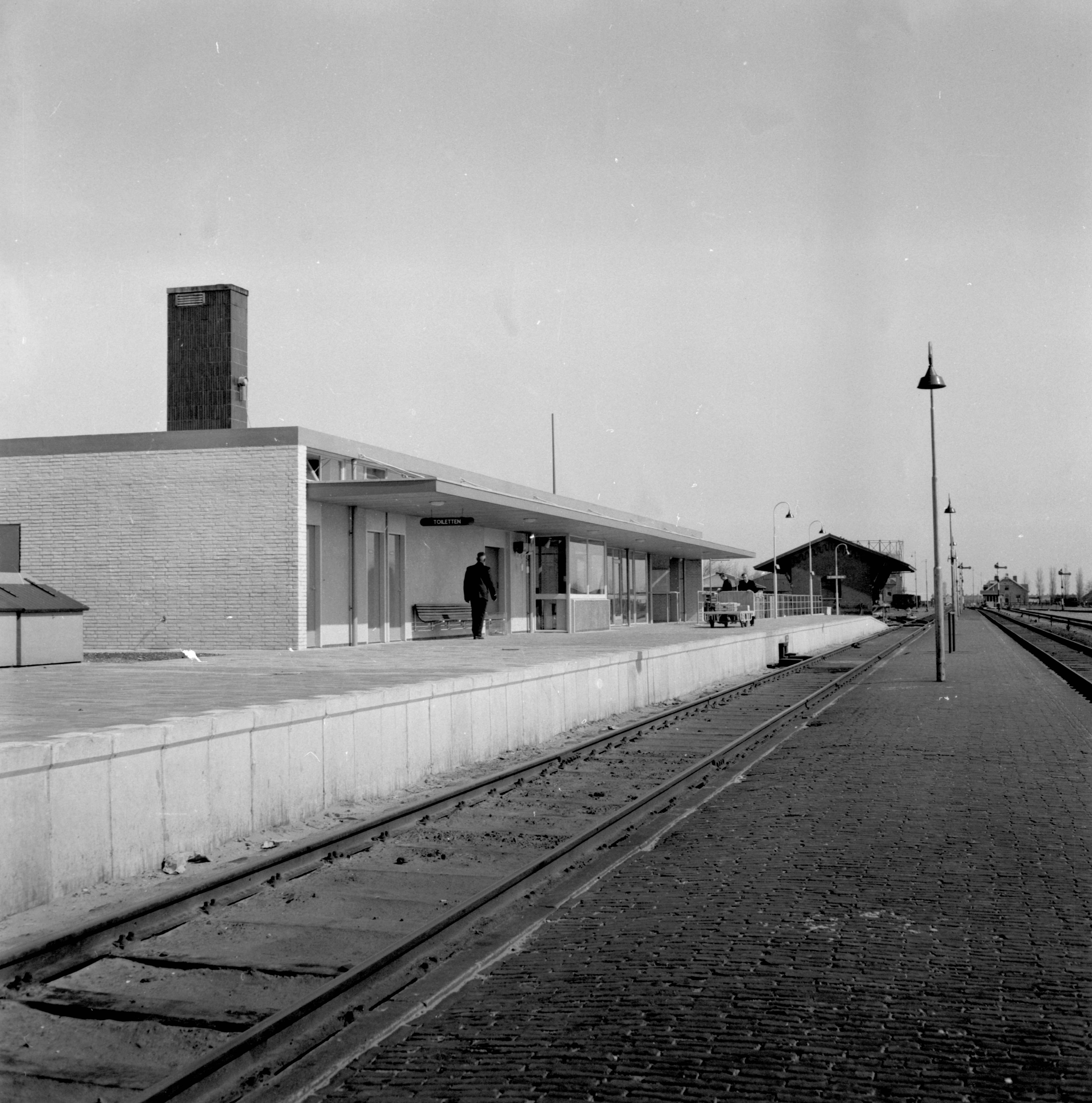
Het nieuwe stationsgebouw in 1958
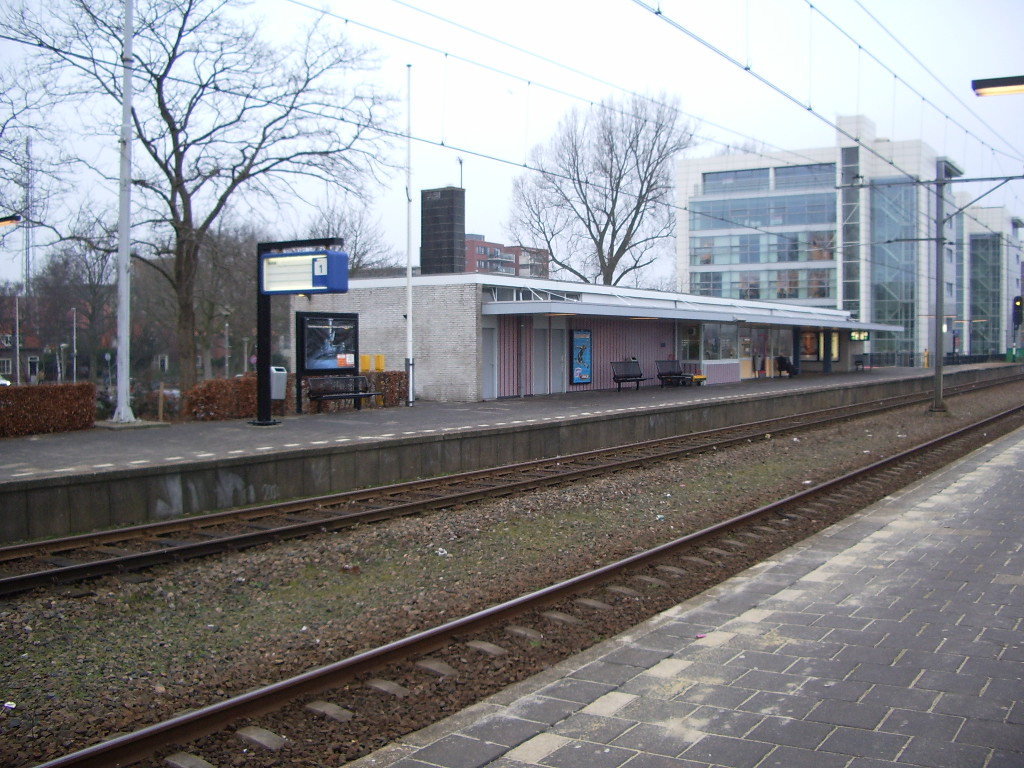
Perron in 2006
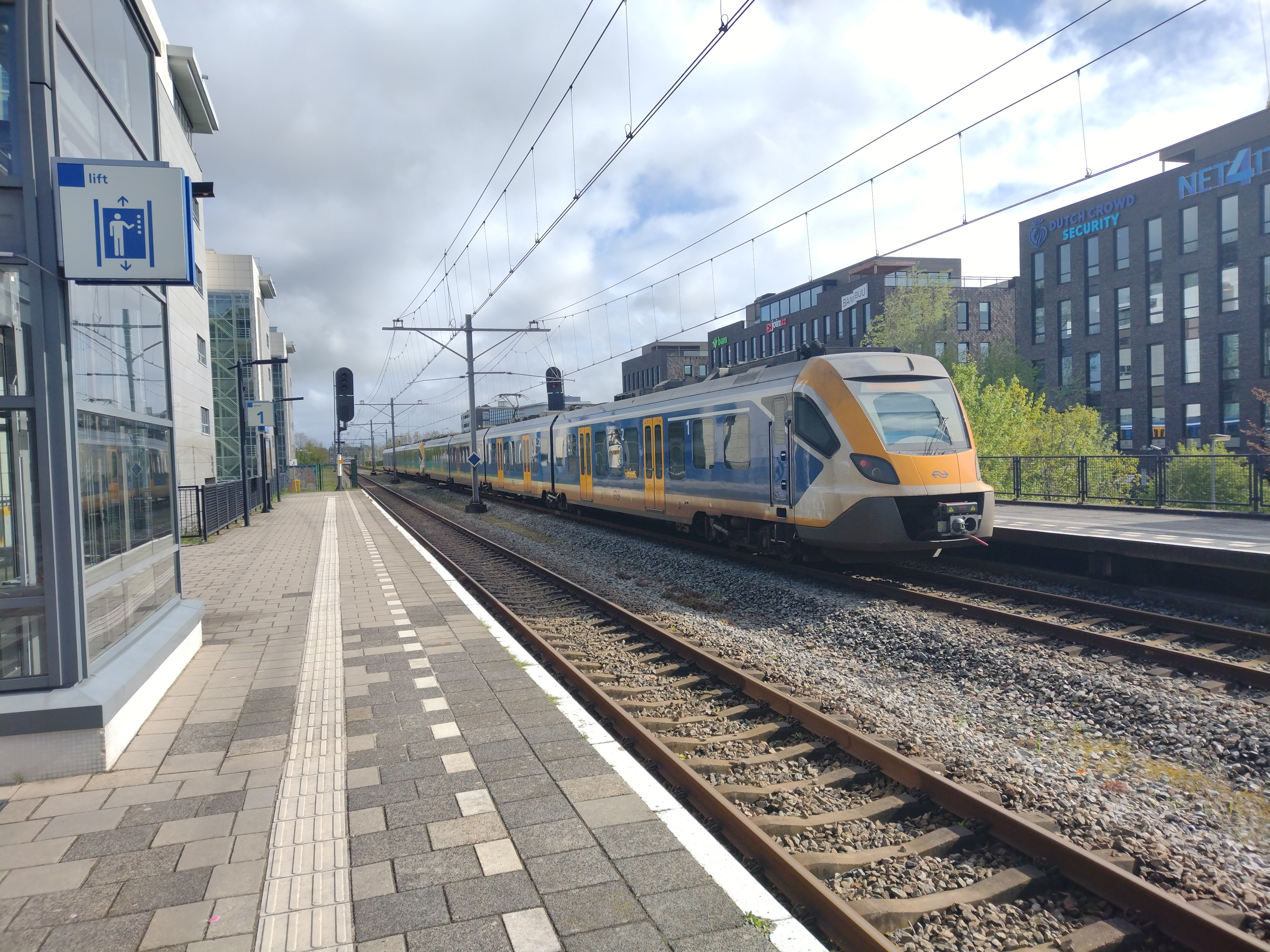
SNG op het station
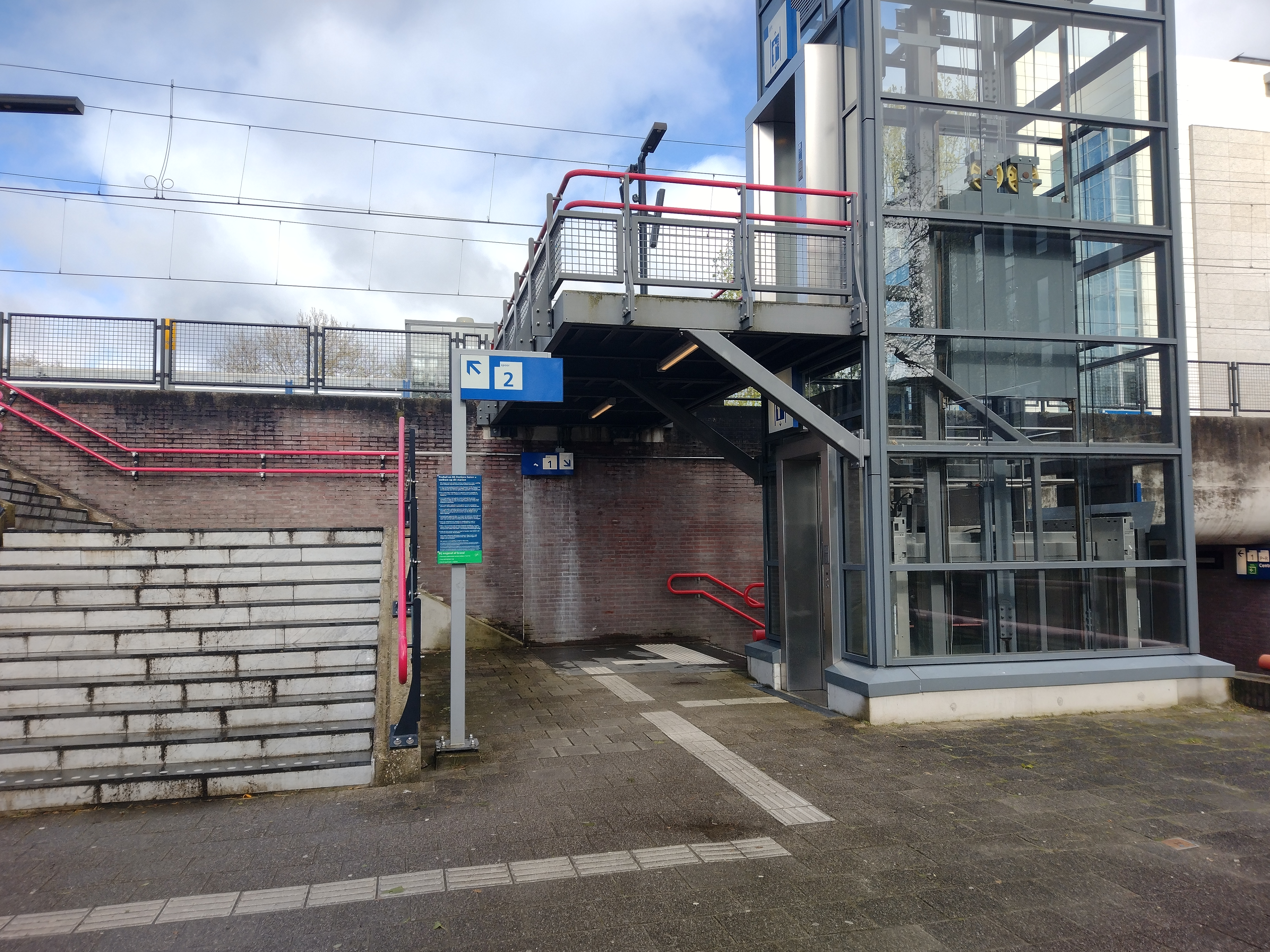
Trap en lift naar het perron